# Robel Bahnbaumaschinen
Die ROBEL Bahnbaumaschinen GmbH mit Firmensitz in Freilassing ist ein Hersteller von Gleisbaumaschinen. Diese werden in über 70 Länder exportiert.

## Firmenchronik

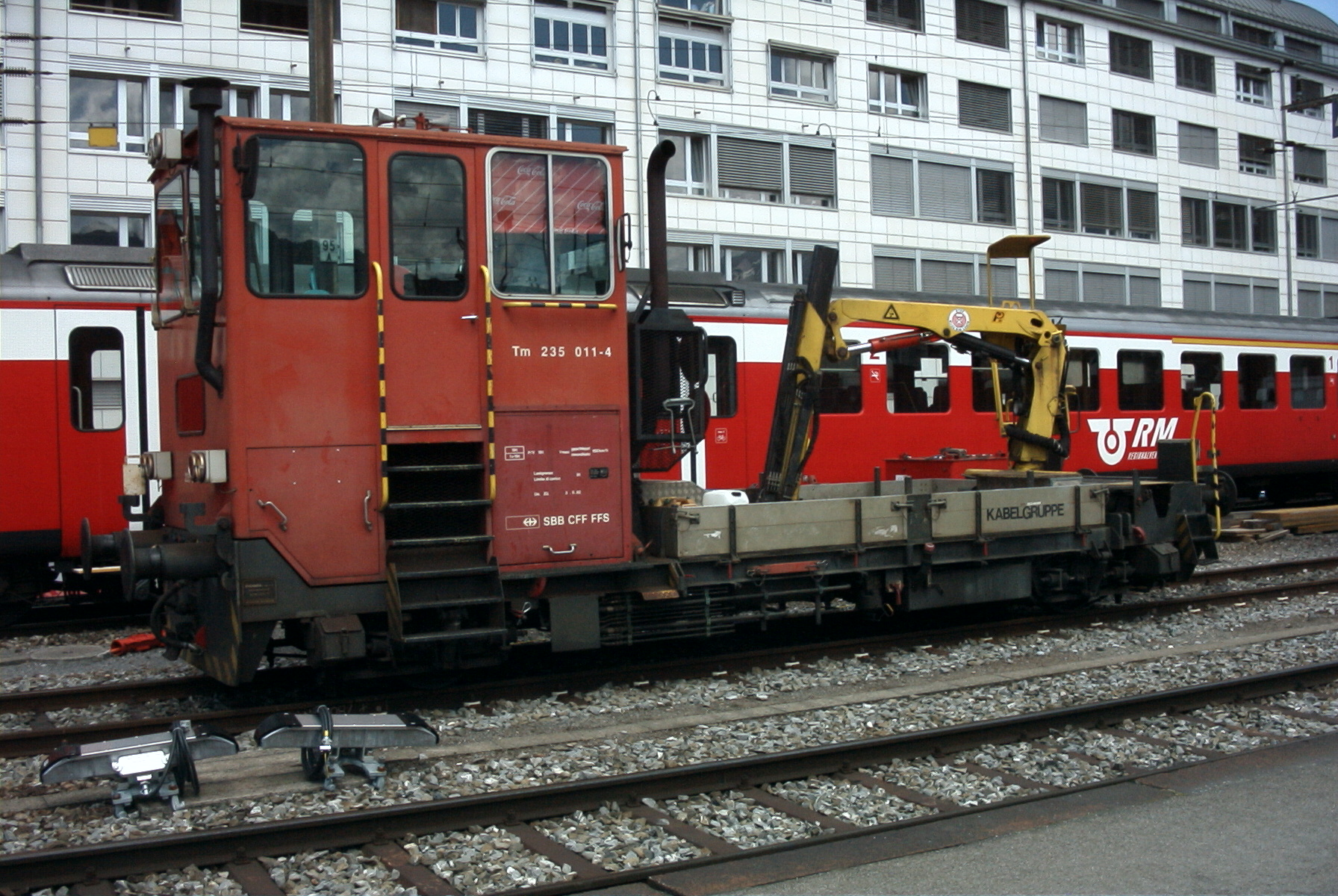
Von Robel gebauter Gleiskraftwagen Tm 235 der SBB

Das heutige Unternehmen geht auf die 1875 in München gegründete „Feilenfabrik Georg Robel“ zurück, die 1901 von Karl Langkammer übernommen wurde, der die Produktion um handbetriebene Gleisbaumaschinen erweiterte und die Firma in „Gleisbaumaschinenfabrik Georg Robel & Co.“ umbenannte. Die ersten selbst entwickelten Gleisbaumaschinen wurden 1908 auf einer Tagung des „Internationalen Straßen- und Kleinbahnvereins“ präsentiert. In den Folgejahren nahm Robel an weiteren Maschinenausstellungen teil. Bis 1926 wuchs die Belegschaft auf rund 300 Mitarbeiter an.
Die Produktpalette wurde in den 1930er-Jahren um Feuerspritzen erweitert, nach dem Zweiten Weltkrieg begann das Unternehmen mit der Herstellung von Gleiskraftwagen und stationären Maschinen. Auch auf der Ausstellung „Schiene & Straße“ im Jahr 1951 in Essen waren Georg Robel & Co. vertreten.
Nach und nach begann die Entwicklung und Produktion von Großmaschinen zur Erweiterung des Sortiments. In den 1960er-Jahren wurden so auch Schienenladezüge (1961), Richtmaschinen (1965) und Gleisstabilisatoren (1968) ins Programm aufgenommen. Eine Verlegeanlage rundete im Jahr 1976 die Produktpalette ab.
1989 wurde die Fertigung der Robel-Maschinen von München in das 1964 in Freilassing gegründete Werk der „Deutschen Plasser“ verlegt, zehn Jahre später folgte auch die Verwaltung nach Freilassing. Im August 1999 wurde das Unternehmen in „Robel Bahnbaumaschinen GmbH“ umfirmiert.
In den Jahren 2003 bis 2004 wurde die Montagehalle vergrößert, ein Schulungsgebäude errichtet, die Schlosserei vergrößert, die Montagehalle verlängert und das Lager vergrößert. 2015 wurde eine neue, moderne Lackieranlage in Betrieb genommen. 2004 betrug die Zahl der Mitarbeiter 330, es gab mehr als 100 Baumuster und es wurde zu dieser Zeit bereits in 70 Länder weltweit exportiert.
2019 erfolgte die Umfirmierung der Dachgesellschaft Deutsche Plasser Holding GmbH in Robel Holding GmbH. Die Vertriebsniederlassungen Robel France SAS, Robel North America Corporation sowie der Spezialist für Gleismessgeräte und Elektromotoren Vogel & Plötscher GmbH & Co. KG wurden Teil der Holding. Mit der Gründung von Robel China (Robel Railway Engineering Technology Shanghai Co., Ltd.) im Jahr 2020 und der Beteiligung an Schweerbau International GmbH & Co. KG im Jahr 2021 trieb Robel die Internationalisierung voran und erweiterte das Produktportfolio um den Bereich der Schienenbearbeitung.
Im Jahr 2022 wurde die ROBEL Rail Automation GmbH gegründet, die automatisierte Bahnbau- und Gleisinstandhaltungslösungen entwickelt. 
Seit 2023 ist die Robel Holding GmbH mit 24,7 % an der Chiemgauer Lokalbahn Betriebsgesellschaft mbH & Co. KG beteiligt und stellt einen der drei Geschäftsführer.

## Produktpalette

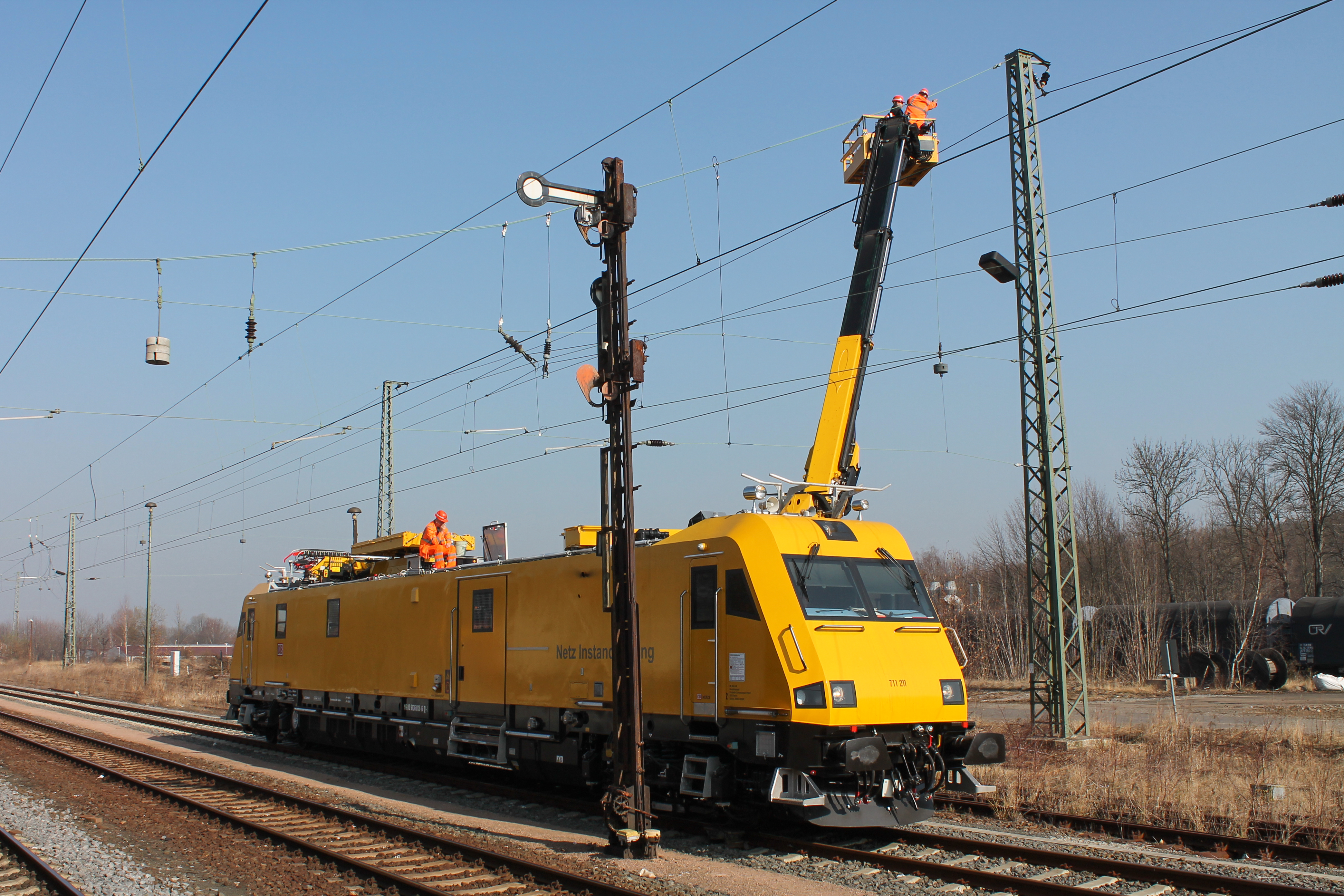
BR 711.2 bei der Oberleitungswartung

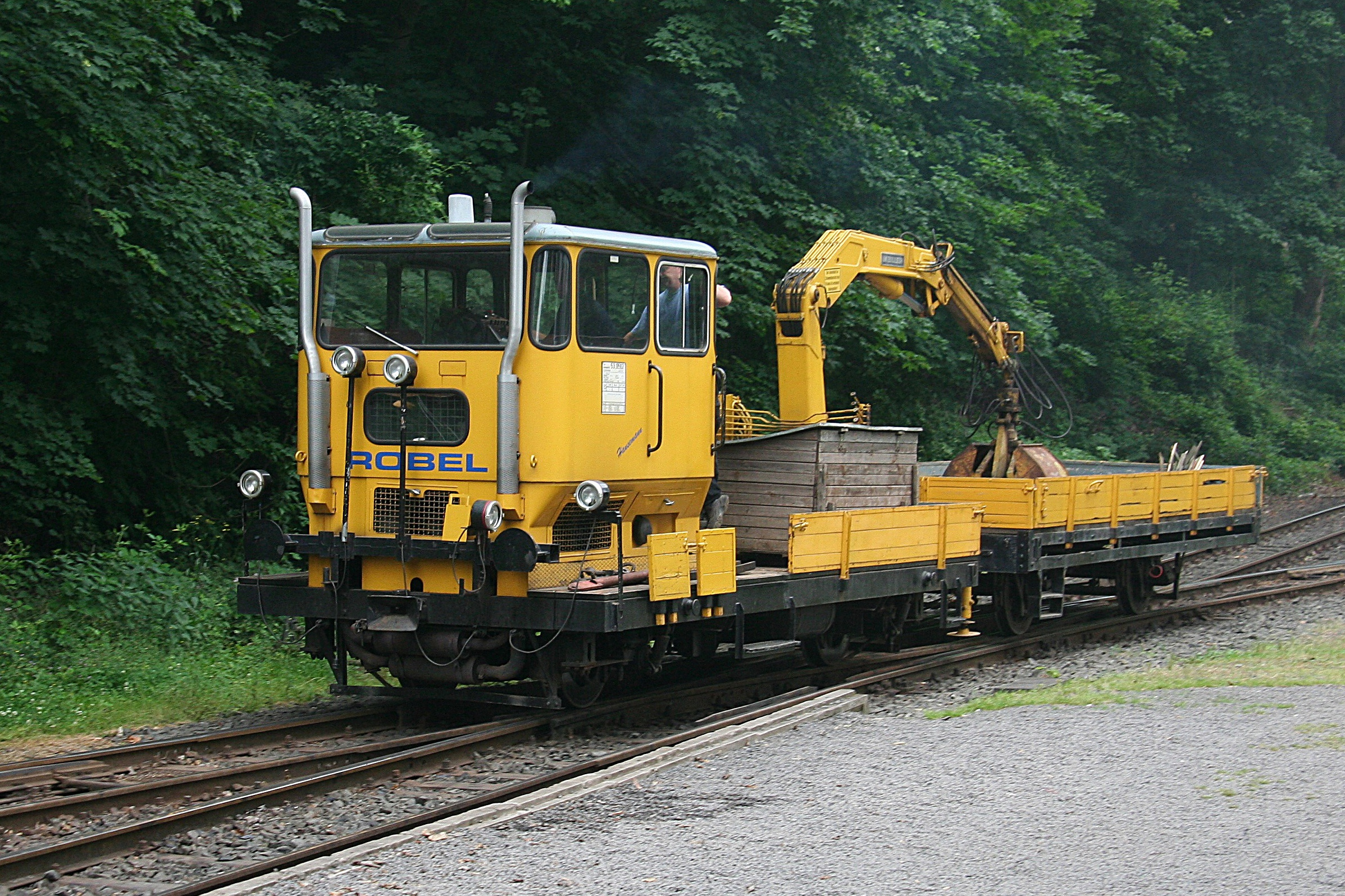
Gleisbaumaschine Klv 53-0592

Den Großteil der Fertigung stellen weiterhin Kleinmaschinen für den Gleisbau. Vor allem sind hier Schraubmaschinen für Schwellen- bzw. Laschen-Schrauben, Schleifmaschinen und die auch unter dem Namen „Robelachsen“ bekannten Hilfsdrehgestelle zu nennen, die Produktpalette umfasst jedoch außerdem noch zahlreiche andere Geräte.
Ein weiterer Zweig ist seit den 1950er-Jahren die Produktion von Gleiskraftwagen. Robel war hier maßgeblich am Bau der DB-Kleinwagen Klv 51 und Klv 53 beteiligt. Auch der Tunneluntersuchungswagen Klv 93-0001 der DB wurde 1985 von Robel gefertigt.
Seit einigen Jahren wird mit dem Bamowag und dazugehörigen Anhängern eine neue Bauart von Gleiskraftwagen hergestellt, die auch bei der DB und den ÖBB zum Einsatz kommen. Seit 2009 wird ferner eine Serie von Instandhaltungsfahrzeugen für Oberleitungsanlagen für die DB gebaut, die dort unter der Baureihe 711.2 zum Einsatz kommen. 
Einige Spezialfahrzeuge wie Kleinstopfmaschinen, Schienenzug-Ladeeinrichtungen zum Auf- und Abladen von Schienen auf Transportwagen und eine mobile Instandhaltungseinheit als fahrbare Baustellensicherung und -versorgung runden das Fertigungsprogramm ab.

## Sonstiges
Für die 2003 eröffnete Lokwelt Freilassing wurden bei Robel verschiedene historische Gleisbaumaschinen aufgearbeitet.